# No Man's Sky
No Man's Sky je akční dobrodružná survival hra vyvinutá a vydávaná společností Hello Games. Celosvětově byla vydána pro PlayStation 4 a Microsoft Windows v srpnu 2016, pro Xbox One v červenci 2018 a pro konzole PlayStation 5 a Xbox Series X a Series S v listopadu 2020. Vydání na Nintendo Switch je naplánována v říjnu 2022, zatímco verze pro macOS a iPadOS jsou ve vývoji. Hra je postavena na pěti pilířích: průzkum, přežití, boj, obchodování a budování základny. Hráči mohou hrát v rámci celého procedurálně generovaného otevřeného světa, který zahrnuje více než 18 kvintilionů planet. Prostřednictvím herního systému generování mají planety své vlastní ekosystémy s jedinečnými formami flóry a fauny a různé mimozemské druhy mohou hráče zapojit do boje nebo obchodu v rámci planetárních systémů. Hráči postupují ve hře těžbou zdrojů pro napájení a vylepšení svého vybavení, nákupem a prodejem zdrojů pomocí kreditů získaných plněním misí, dokumentováním flóry a fauny, budováním planetárních základen a rozšiřováním vesmírných flotil. Hráči také mohou plnit různé mise prostřednictvím příběhové linie hledáním záhad kolem entity známé jako Atlas.
Sean Murray, zakladatel Hello Games, chtěl vytvořit hru, která by zachytila smysl pro zkoumání a optimismus sci-fi spisů a umění 70. a 80. let. Hru vyvíjel během tří let malý tým Hello Games s propagační a publikační pomocí od Sony Interactive Entertainment. Hra byla herními médii vnímána jako ambiciózní projekt pro malý tým a Murray s Hello Games přitáhli významnou pozornost vedoucí k jejímu vydání.
No Man's Sky získala při svém uvedení v roce 2016 smíšené recenze, přičemž někteří kritici chválili technické úspěchy procedurálně generovaného vesmíru, zatímco jiní považovali hru za nevýraznou a opakující se. Hra byla dále kritizována kvůli nedostatečné komunikaci Hello Games v měsících následujících po spuštění, což vyvolalo nepřátelskou reakci některých jejích hráčů. Murray později uvedl, že Hello Games nedokázali ovládnout přehnaná očekávání od hry ze strany médií a větší než očekávaný počet hráčů při spuštění, a od té doby se rozhodli mlčet o aktualizacích hry, dokud nebudou téměř připraveni. Propagace a marketing hry No Man's Sky se staly předmětem debaty a byly uváděny jako příklad toho, čemu se v marketingu videoher vyhnout.
Od prvního vydání hry Hello Games pokračovali ve vylepšování a rozšiřování No Man's Sky, aby dosáhli vize zážitku, který chtěli vybudovat. Hra obdržela několik bezplatných hlavních aktualizací obsahu, které zavedly několik dříve chybějících funkcí, jako jsou komponenty pro více hráčů, a přidaly nové funkce, jako jsou povrchová vozidla, budování základny, správa vesmírné flotily, multiplatformní hraní a podpora virtuální reality. To vše podstatně zlepšilo její celkové přijetí a má se za to, že vykoupilo hru i Hello Games z problematického spuštění.